# محمد رأفت الدش
لواء أركان حرب / محمد رأفت الدش ، هو قائد عسكري مصري، يشغل حالياً منصب قائد قوات شرق القناة. وشغل سابقاً منصب قائد قوات شرق القناة وقائد الجيش الثالث الميداني ورئيس أركان الجيش الثاني الميداني. من مواليد 14 ديسمبر 1962 بمحافظة الشرقية، تخرج في الدفعة 78 حربية من الكلية الحربية، وحاصل على جميع الفرق الحتمية بسلاح المشاة، كما حصل على ماجستير العلوم العسكرية من كلية القادة والأركان ودرجة الدكتوراه في العلوم العسكرية وزمالة كلية الحرب العليا بأكاديمية ناصر العسكرية العليا.

## التأهيل العلمي والعسكري
- بكالوريوس العلوم العسكرية من الكلية الحربية.
- جميع الفرق الحتمية المؤهلة لضباط المشاة بامتياز.
- ماجستير العلوم العسكرية من كلية القادة والأركان.
- زمالة كلية الحرب العليا من أكاديمية ناصر العسكرية العليا.
- دورة كبار القادة من أكاديمية ناصر العسكرية العليا.

## حياته المهنية
- تدرج في جميع الوظائف القيادية بسلاح المشاة من قائد كتيبة مشاة مروراً بقائد لواء مشاة وانتهاءً بقائد فرقة مشاة ميكانيكي.
- قائد الفرقة 19 مشاة بالجيش الثالث.
- ملحق الدفاع العسكري بفرنسا وبلجيكا.[2][3]
- رئيس فرع العمليات بهيئة العمليات للقوات المسلحة.
- رئيس أركان الجيش الثاني الميداني.[4]
- قائد الجيش الثالث الميداني.[5]
- رئيس هيئة تفتيش القوات المسلحة.[6]
- قائد قوات شرق القناة.[7]

## الأوسمة والأنواط والميداليات
- نوط الواجب العسكري
- نوط الخدمة الممتازة
- نوط التدريب من الطبقة الاولى
- ميدالية الخدمة الطويلة والقدوة الحسنة
- ميدالية اليوبيل الفضي لنصر أكتوبر (مصر)
- ميدالية 25 يناير
- ميدالية 30 يونيو